# 八原昌元
八原 昌元（やはら まさもと、1918年（大正7年）4月25日 - 2004年（平成16年）4月13日）は、日本の実業家。明星食品の創業者の一人で、社長や会長も務めた。

## 経歴・人物
愛媛県松山市に藩士の家系だった大日本帝国の軍人だった八原昌後とキクとの間に生まれる。1936年（昭和11年）に父からの推薦により、神宮皇學館大学に入学した。卒業後に東京府立第一商業高等学校で教鞭を執ったが、再度皇學館大学に入学する。卒業後は同大学の研究員として活動していたが、戦後に連合国軍最高司令官（GHQ）からの命令により、解雇せざるを得なかった。
これによって、1926年（昭和21年）に試験に合格し農山漁村文化協会の一員として農村文化活動を行うも、当初は経営不振に陥った。しかし八原が執筆した雑誌は総計100万部を突破する売り上げを記録し、経営の再興に貢献した。この頃に奥井清澄と親交を持ち、1950年（昭和25年）奥井らと共に明星食品の創立に携わった。その後「明星タンメン」等のカップラーメン商品の開発に携わり、当時サンヨー食品で販売し始めた「サッポロ一番しょうゆ味」との互角となったが評判は劣った。これによって八原らは後に「明星チャルメラ」と呼ばれるノンフライ麺の開発に携わり、売り上げの再興に貢献した。販売から約15年後の1980年（昭和55年）に代表取締役社長に就任し、1990年（平成2年）には会長を歴任した。

## 著書
- 『誰にでも分かる肥料の知識』- 農山漁村文化協会の再興のきっかけとなった単行本[2]。